# Кизимен
55°07′48″ пн. ш. 160°19′12″ сх. д. / 55.130° пн. ш. 160.32° сх. д.

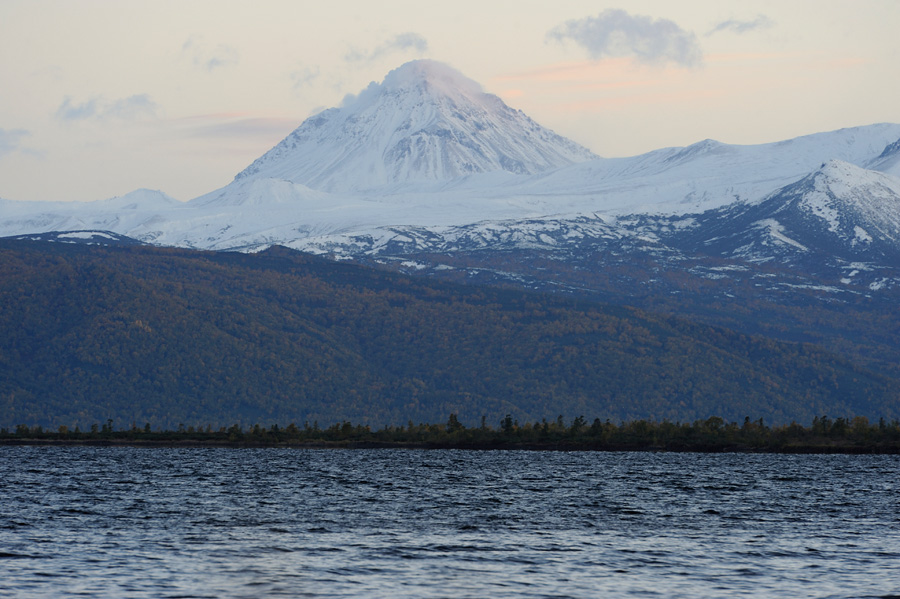

Кизимен (або Щапинська сопка) — активний вулкан розташований на півострові Камчатка на західному схилі південної частини хребта Тумрок за 115 кілометрів від села Мільково і за 265 кілометрів від Петропавловська-Камчатського. Висота вулкана — 2485 м, за новими даними висота його становить 2334 м. Кизимен — один з 29 вулканів Камчатки, що діють. Останнє виверження вулкана відбувалося в 1928–1929 роках.
Кизимен — конічний стратовулкан (конус вулкана складений потоками затверділої лави, що чергуються з уламками лави) з невеликим лавовим куполом на вершине.
Вулкан розташований в перехідній зоні між Східним вулканічним фронтом Камчатки і Центрально-Камчатською депресією (міжгірна западина, обмежена на заході Серединним, на сході — Східним хребтом).
Вулкан Кизимен зародився близько 12 тисяч років тому в місці стику хребта Тумрок з Валагинським хребтом, як купол з видавленої розжареної в'язкої магми (екструзівний купол). Пізніше почалися вивердження лави. Лавові потоки були короткими і цілком застигали на схилах, нарощуючи купол. Згодом він перейшов в кратерний тип вулкана з вибуховими і лавовими виверженнями.
Кратер завалений брилами лави і майже невиразний. Виверження вулкана рідкісні. Між виверженнями не припиняється фумарольна діяльність. Фумароли — отвори або тріщини, по яких з надр землі піднімається вулканічний газ. Група фумарол розташована на північному схилі, приблизно на 400 м нижче вершини. З двох міжгір'їв вириваються багаті сірководнем і сірчистим газом водяні пари.
Температура фумарол на виході — 230–240 °С. Склад газів — SO2, SO3, H2S, HF, HCl, CO тощо. Поверхня схилу навколо покрита відкладеннями сірки і вулканічними породами, що розклалися.
Вулканічна будова — це комплекс різновікових екструзівних куполів і лавових потоків, що беруть початок як в основному жерлі, так і в бічних каналах. Основну масу порід вулкана складають андезити, які тут представлені двома різновидами — роговообманковими андезитами і двопіроксеновими андезитами.
Вулкан тривалий час перебував у стадії спокою. Лише фумарольні струмені нагадували про те, що вулкан діє. У липні 2009 року вулкан прокинувся. 12-13 липня в районі Кизимена було зареєстровано близько 80 локальних землетрусів, зокрема три поштовхи силою близько 3 балів.